# Tomáš Brolík
Tomáš Brolík je český novinář a moderátor, který od roku 2012 působí v časopisu Respekt.
V mládí studoval v Maďarsku a v Polsku. V časopisu Respekt působí od roku 2012, působí zde v rubrice zvané Fokus. K roku 2025 působil jako zástupce šéfredaktora. Věnuje se zejména politice, ekonomice a životnímu prostředí, ale i tématům jako historie.
V roce 2014 mu byla udělena cena Novinářská křepelka za zpracování reportáží z Ukrajiny, kromě toho získal několik dalších novinářských ocenění. Z hlediska geografie se ve své novinářské práci zaměřuje na prostor Střední a Východní Evropy. K roku 2025 napsal v časopisu respekt téměř dva tisíce článků.
Ve volném čase se věnuje mj. čtení beletrie, dle svých slov je rovněž aktivním čtenářem Wikipedie.